# Josef Šilhavý (Leichtathlet)
Josef Šilhavý (* 17. Dezember 1946 in Petrovice u Sušice) ist ein ehemaliger tschechischer Diskuswerfer, der für die Tschechoslowakei startete.
Bei den Europameisterschaften 1974 in Rom schied er in der Qualifikation aus.
1976 kam er bei den Olympischen Spielen in Montreal auf den 13. Platz. Bei den Europameisterschaften 1978 in Prag kam er nicht über die Vorrunde hinaus.
1977 wurde er Tschechoslowakischer Meister. Seine persönliche Bestleistung von 64,90 m stellte er am 20. August 1975 in Nitra auf.
Er ist mit der Diskuswerferin und Kugelstoßerin Zdeňka Šilhavá verheiratet.